# Gan De
Gan De (Chinees: 甘德;  4e eeuw voor begin jaartelling) was een Chinese astronoom en astroloog geboren in de staat Qi, ook bekend als heer Gan (Gan Gong). Tezamen met Shi Shen, is hij de eerste met naam bekende die een sterrencatalogus samenstelde, voorafgegaan door de anonieme Babylonische samenstellers van een sterrencatalogus, en gevolgd door de Griek Hipparchus, bekend als de eerste Westerse samensteller van zo’n catalogus.

## Observaties
Gan De maakte sommige van de eerste gedetailleerde observaties van de planeet Jupiter in de beschreven geschiedenis. Hij beschreef de planeet als “erg groot en helder”.
In een van zijn observaties van Jupiter, rapporteerde hij een “een kleine rode ster” naast jupiter. De historicus Xi Zezong claimt dat dit een observatie van Ganymedes met het blote oog was in de zomer van het jaar 364 v.Chr., lang voordat Galileo Galilei deze in het jaar deze ontdekte (de vier helderste manen van Jupiter zijn met het blote oog zichtbaar, maar meestal verborgen door het schijnsel van Jupiter).
Door het schijnsel van planeet Jupiter te neutraliseren door een deel van een boom loodrecht op het baanvlak te zetten, kunnen een of meer manen in gunstige condities worden waargenomen. Vreemd is dat Gan De de maan als roodachtig beschreef, want deze manen zijn te zwak van kleur om met het blote oog te worden waargenomen. Tezamen maakten Shi Shen en Gan De redelijk accurate observaties van de vijf belangrijkste planeten.

### Planetaire periodevergelijkingen
De planetaire omlooptijd van Jupiter (om de zon (siderisch)) werd door Gan De en Shi Shen geschat op 12 jaar. Nu is de berekening dat dit 11,86 jaar duurt. De planetaire omlooptijd van Venus (gerekend vanaf de aarde (synodisch)) werd door hen geschat op 527,25 dagen. Met de kennis van nu is dit 583,92 dagen.

### Hemelse vergelijkingen
Shi Shen en Gan De verdeelden de hemelse sfeer in 365 1⁄4°, want het tropische jaar heeft 365 1⁄4 dagen. In die tijd namen de meeste astronomen nog de Babylonische divisie over, daarin is de hemelse sfeer verdeeld in 360°.
- International Standard Name Identifier: 0000 0000 7110 2486
- Library of Congress Control Number: no2009138427
- Virtual International Authority File: 100743821
- WorldCat: E39PBJtgYBYdKRtqT9qch6JMT3